# Thelcticopis bifasciata
Thelcticopis bifasciata là một loài nhện trong họ Sparassidae.
Loài này thuộc chi Thelcticopis. Thelcticopis bifasciata được Tord Tamerlan Teodor Thorell miêu tả năm 1891.